# Walckenaeria languida
Walckenaeria languida là một loài nhện trong họ Linyphiidae.
Loài này thuộc chi Walckenaeria. Walckenaeria languida được Eugène Simon miêu tả năm 1914.